# Ліс в околицях Верхобужа
Ліс в око́лицях Верхобу́жа — заповідне урочище місцевого значення в Україні. Розташоване в межах низькогірного пасма Вороняки, в Золочівському районі Львівської області, на північ від села Верхобуж.
Площа 59 га. Створене рішенням Львівського облвиконкому від 09.10.1984 року № 495 з метою збереження високопродуктивних букових насаджень, які мають генетичну цінність. Перебуває у віданні Золочівського держлісгоспу, Сасівського лісництва (кв. 51, вид. 5-8, кв. 52, вид. 2, 4). 
Входить до складу Національного природного парку «Північне Поділля». 